# Get It On (chanson de Kumi Koda)
Pour les articles homonymes, voir Get It On.
Get it On est le 1er single digital de Kumi Kōda, diffusé en téléchargement par le label Rhythm Zone le 1er mars 2006 au Japon. Il n'est disponible qu'en téléchargement, sur le site officiel de Kumi Kōda, mais uniquement pour les personnes possédant la série de ses 12 premiers singles précédents.
Get it On est une version longue de Introduction to the Second Session figurant sur la compilation Best: Second Session. Get it On figurera plus tard sur la compilation Out Works and Collaboration Best.

## Liste des titres
| 1. | Get it On | Daisuke "D.I" Imai | Daisuke "D.I" Imai | 3:35 |